# Euthemis
Euthemis es un género de plantas fanerógamas que pertenecen a la familia Ochnaceae.  Comprende 10 especies descritas y de estas, solo 2 aceptadas.

## Taxonomía
El género fue descrito por William Jack y publicado en Malayan Misc. 1(5): 15. 1820. La especie tipo es: Euthemis leucocarpa Jack	 

## Especies aceptadas
A continuación se brinda un listado de las especies del género Euthemis  aceptadas hasta mayo de 2014, ordenadas alfabéticamente. Para cada una se indica el nombre binomial seguido del autor, abreviado según las convenciones y usos: 
- Euthemis leucocarpa Jack
- Euthemis minor Jack